# Wola Blakowa
Wola Blakowa – wieś w Polsce położona w województwie łódzkim, w powiecie radomszczańskim, w gminie Lgota Wielka.
| SIMC    | Nazwa    | Rodzaj    |
| ------- | -------- | --------- |
| 0544415 | Antoniów | część wsi |

W latach 1975–1998 miejscowość administracyjnie należała do województwa piotrkowskiego.
Wola Blakowa posiada swój kościół (podlegający pod parafię lgocką). Na terenie wsi znajduje się szkoła podstawowa, dwa boiska do piłki nożnej (piaszczyste oraz boisko szkolne), mleczarnia, klub i jednostka OSP. We wsi znajduje się także staw (Solnik). Wieś podzielona jest na dzielnice.